# Maigret fait mouche
Pour plus de détails, voir Fiche technique et Distribution.
Maigret fait mouche (titre original : Maigret und sein größter Fall) est un film de coproduction autrichienne, italienne, française et allemande réalisé par Alfred Weidenmann et sorti en 1966.
Il s'agit d'une adaptation du roman La Danseuse du Gai-Moulin, roman policier de Georges Simenon faisant partie de la série des Maigret.

## Synopsis
Au cours du vol d'un tableau de Vincent van Gogh, un gardien du musée meurt. Lorsque le commissaire Maigret prend en charge l'enquête, un collectionneur d'art nommé Holoway est présenté, car le tableau lui aurait été offert. Maintenant, il craint pour sa vie et demande la protection de la police, Maigret accepte de suivre le collectionneur d'art, en même temps qu'il se méfie, de manière discrète.
Maigret suit Holoway jusqu'à Lausanne, où le collectionneur d'art est assassiné. Dans la confusion, le commissaire met le corps de Holoway inaperçu dans une caisse dans le parc. Dans un bar Le Moulin Bleu, Maigret trouve le tableau volé. Il traque deux jeunes garçons qui ont des problèmes pour avoir voulu impressionner une dame de compagnie du bar. À la fin, Maigret démasque le voleur de tableaux et le meurtrier du collectionneur d'art.

## Fiche technique
- Titre : Maigret fait mouche
- Titre original : Maigret und sein größter Fall
- Réalisation : Alfred Weidenmann assisté de Wieland Liebske
- Scénario : Herbert Reinecker
- Musique : Erwin Halletz
- Direction artistique : Herta Hareiter
- Costumes : Lambert Hofer
- Photographie : Heinz Hölscher
- Montage : Gretl Girinec
- Production : Karl Spiehs
- Société de production : Intercontinental Filmproduktion, Terra Filmkunst, Carmina Films, Constantin Film
- Société de distribution : Constantin Film
- Pays de production :  Autriche,  Italie,  France,  Allemagne de l'Ouest
- Langue : allemand
- Format : Couleur - 1,85:1 - mono - 35 mm
- Genre : Policier
- Durée : 93 minutes[1]
- Dates de sortie :
  - Allemagne de l'Ouest : 24 novembre 1966.
  - Italie : 28 juillet 1967.
  - République Démocratique Allemande : 25 août 1967.
  - France : 26 juin 1968[1].

## Distribution
- Heinz Rühmann : Maigret
- Françoise Prévost : Simone
- Günther Stoll : Alain Robin
- Günter Strack : Commissaire Delvigne
- Günther Ungeheuer : Mr. Holoway
- Eddi Arent : François Labas
- Gerd Vespermann : Inspecteur Caselle
- Christo Neggas : Adriano
- Ulli Lommel : René Delfosse
- Edwin Noël : Jean
- Giacomo Furia : Genaro
- Alexander Kerst : André Delfosse
- Francesca Rosano : Franchita
- Peter Gross : Inspecteur Lapointe
- Silvana Sansoni : La dame de compagnie du bar
- Peter Gerhard : Le directeur de musée
- Rudolf Barry : Inspecteur Lucas
- Walter Varndal (de) : Le marchand ambulant

## Histoire
Le rôle du commissaire Maigret est à l’origine destiné à l’acteur britannique Rupert Davies, l'acteur qui incarna Maigret en une série télévisée de 52 épisodes diffusée par la BBC de 1960 à 1963. Mais il refuse le rôle quand il apprend que Jürgen Roland, spécialiste des films policiers, ne sera pas le réalisateur. De plus, il n'aime pas le scénario qui modifie grandement le modèle Maigret et de sorte qu'il n'y a aucun espion. Au lieu de cela, un rôle comique pour Eddi Arent est ajouté aux côtés du commissaire. Entre la société de production et Davies, il y a eu un différend sur les contrats conclus. À la fin, le producteur de film Karl Spiehs présente Heinz Rühmann en tant que nouveau Maigret. Spiehs a déjà travaillé avec Rühmann dans Belles d'un soir et peut le persuader en une journée de reprendre le rôle.
La représentation de la figure Maigret par Rühmann est controversée. Simenon le découvre et trouve qu'il est un excellent acteur. Selon Spiegel, le grand et corpulent Maigret de l'original est devenu un « Maigretchen ».
Les plans extérieurs sont tournés à Lausanne : on peut voir la vieille ville, la station balnéaire, les installations portuaires d'Ouchy et le chemin de fer à crémaillère Lausanne-Ouchy. Les prises de vues en studio sont faites dans les studios de Wien-Film à Vienne-Sievering.

## Source de la traduction
- (de) Cet article est partiellement ou en totalité issu de l’article de Wikipédia en allemand intitulé « Maigret und sein größter Fall » (voir la liste des auteurs).